# 竹擬口蘑
竹擬口蘑，分布於台灣，日本，韓國，中國，屬口蘑科一種，色通常為暗紅至紅褐色。另外，該種野菇也是木棲腐生的中小型菇類，有毒，不可食用。